# Ernst Wolfgang Buchholz
Ernst Wolfgang Buchholz (* 15. Juli 1923 in Höhr-Grenzhausen) ist ein deutscher Sozialforscher, Soziologe und Bevölkerungswissenschaftler. Er befasste sich in den 1950er, 1960er und 1970er Jahren besonders mit räumlicher Planung von Bevölkerung und Gesellschaft. Zu seinen Arbeitsgebieten zählten auch Fragen der Migration / Integration von Geflüchteten, der agrarhistorischen und der ländlich-industriellen Entwicklung.

## Ausbildung und Einmündung in die empirische Sozialforschung der 1950er Jahre
Ernst Wolfgang Buchholz hatte 1941 die Hochschulreife erworben und war anschließend als Soldat bei der Luftwaffe eingesetzt. In seinem der Dissertation angehängten Lebenslauf nennt Buchholz auch den Beruf seines Vaters: Oberstudienrat. Nach dem Krieg studierte Ernst Wolfgang Buchholz von 1945 bis 1952 die Fächer Geschichte, Geographie und Volkswirtschaftslehre an der Georg-August-Universität in Göttingen. 1952 wurde er in Göttingen bei dem Historiker Werner Conze mit der Dissertation Die Bevölkerung des Raumes Braunschweig im 19. Jahrhundert. Ein Beitrag zur Sozialgeschichte der Industrialisierungsepoche zum Dr. phil. promoviert. Conze hatte das Thema der Dissertation angeregt. Der Mitberichterstatter dieser Doktorarbeit war der Agrar- und Wirtschaftshistoriker Wilhelm Abel. Ernst Wolfgang Buchholz dankte im Vorwort dieser Untersuchung unterstützenden Institutionen, darunter dem niedersächsischen Amt für Landesplanung und Statistik und der Hannoveraner Akademie für Raumforschung und Landesplanung (ARL).
Nach Studium und Promotion wechselte Buchholz in die Sozialforschungsstelle Dortmund (sfs), um dort als wissenschaftlicher Assistent bis 1954 gemeinsam mit dem Historiker Wolfgang Köllmann bei dem Soziologen Gunther Ipsen tätig zu sein. (Abteilung „Demographie und Sozialstatistik“ der sfs). Mit Köllmann (der auch bei Werner Conze promoviert wurde) verband Buchholz ein rascher Aufstieg innerhalb der Deutschen Gesellschaft für Bevölkerungswissenschaft (s. u.).
Gemeinsam mit der Bevölkerungswissenschaftlerin und Stadtsoziologin Elisabeth Pfeil und anderen Sozialwissenschaftlern arbeitete Buchholz in Dortmund zunächst u. a. an der Bergarbeiterwohnungsbaustudie der sfs mit („Die Wohnwünsche der Bergarbeiter“). Die große Untersuchung, an der bis zu 45 Wissenschaftler beteiligt waren, gilt als ein Beispiel realsoziologischer Expertise der 1950er Jahre.

## Tätigkeiten in Zusammenhang mit der Raumforschung und der Deutschen Gesellschaft für Bevölkerungswissenschaft
Bedingt durch eine Zusammenarbeit der Sozialforschungsstelle Dortmund mit dem Institut für Raumforschung (IfR) im Bereich der Flüchtlingsforschung wechselte Buchholz im Juli 1954 nach Bad Godesberg, um unter Erich Dittrich im IfR als Referent für Soziologie zu arbeiten. An diesem Institut setzte Buchholz aufgenommene Forschungsstudien zur Flüchtlingsintegration (wiederum gemeinsam mit Elisabeth Pfeil) bis 1959 fort. Im Jahr 1955 hatte Buchholz von Seiten der IfR auch die Schriftleitung für die Zeitschrift „Raumforschung und Raumordnung“ übernommen (die gemeinsam mit der Akademie für Raumforschung und Landesplanung herausgegeben wurde).
1954 trat Buchholz der Deutschen Gesellschaft für Bevölkerungswissenschaft als Mitglied bei. Im Jahr 1957 löste Buchholz den erkrankten Erich Keyser als zweiten Vorsitzenden der Deutschen Gesellschaft für Bevölkerungswissenschaft ab. Von 1972 bis 1976 war Buchholz auch erster Vorsitzender dieser Gesellschaft.
Als innerhalb der Deutschen Gesellschaft für Bevölkerungswissenschaft an eine Fortführung / Wiedergründung des „Archivs für Bevölkerungswissenschaft“ unter dem neuen Titel Zeitschrift für Bevölkerungswissenschaft gedacht wurde, war Buchholz als Schriftleiter und Chefredakteur vorgesehen. Von Buchholz sollen auch erste Verlagsverhandlungen in dieser Sache ausgegangen sein. Das so genannte ‚Blaue Archiv‘, das von 1934 bis 1943 unter dem Namen „Archiv für Bevölkerungswissenschaft und Bevölkerungspolitik“ erschienen war, war mit dem 13. Jahrgang in der Zeit des Nationalsozialismus eingestellt worden. Die Pläne zur (Wieder-)Gründung der Zeitschrift wurden aber zunächst fallengelassen. Erst das Wiesbadener Bundesinstitut für Bevölkerungsforschung gab ab 1975 eine Zeitschrift unter diesem Titel heraus (heute: „Comparative Population Studies – Zeitschrift für Bevölkerungswissenschaft“, CPoS).
Innerhalb der Raumforschung nahm Buchholz neben oben genannten Funktionen weitere Aufgaben wahr. Er war
- Leiter des Arbeitskreises Sozialräumliche Gliederung innerhalb des Forschungsausschusses „Raum und Bevölkerung“ der ARL;
- Mitglied des Forschungsausschusses „Raum und Natur“ der ARL;
- Mitglied des Arbeitskreises „Die Ansprüche der modernen Industriegesellschaft an den Raum (dargestellt am Beispiel des Rhein-Neckar-Raumes)“ der ARL;
- Mitglied des Arbeitskreises „Soziale Entwicklung und regionale Bevölkerungsprognose“ u. a. m.

## Weitere Stationen der Karriere: Habilitation in Hohenheim und Professur in Bochum
Von 1959 bis 1962 arbeitete Buchholz an der von dem Agrarwissenschaftler Hermann Priebe geführten Forschungsstelle für bäuerliche Familienwirtschaft in Frankfurt am Main als wissenschaftlicher Mitarbeiter.
In den Jahren 1962 bis 1977 war Buchholz als wissenschaftlicher Mitarbeiter am Institut für Allgemeine Wirtschafts- und Sozialwissenschaften der Universität Stuttgart-Hohenheim tätig.
1967 wurde Buchholz in Stuttgart-Hohenheim habilitiert. Ab 1970 war er als außerplanmäßiger Professor in Hohenheim tätig. Seit 1977 hatte Buchholz den Lehrstuhl Soziologie III an der Ruhr-Universität Bochum inne. Im Jahr 1983 wurde er emeritiert.

## Mitgliedschaften
- Deutsche Gesellschaft für Bevölkerungswissenschaft (ab 1954; mehrere Jahre erster Vorsitzender)
- Deutsche Gesellschaft für Soziologie
- Akademie für Raumforschung und Landesplanung, ARL, Hannover (Ordentliches Mitglied seit 1968)
- Mitglied des Kuratoriums der ARL (1965)
- Mitglied des Kuratoriums des Bundesinstituts für Bevölkerungsforschung, Wiesbaden (1973 bis 1978)[9]

## Auszeichnungen
- Alfred-Grotjahn-Medaille der Deutschen Akademie für Bevölkerungswissenschaft (1956)

## Veröffentlichungen (Auswahl)
- Der Bergarbeiterwohnungsbau als planerische und sozialpolitische Aufgabe. In: Soziale Welt, Jg. 4, Heft 1, 1952, S. 38–50.
- Die bergmännische Eigenwirtschaft: ein Beitrag zur soziologischen Grundlagenforschung für die künftige Ruhrsiedlungs-Politik. In: Zeitschrift für die gesamte Staatswissenschaft, Bd. 110. (1954), Heft 1, S. 140–161.
- Die Sozialplanung als eine Grundlage der Landesplanung. Ein Beitrag zur Methodik. In: „Raumforschung und Raumordnung“ Bd. 12, (1954), Heft 2/3, S. 91–97.
- (mit Elisabeth Pfeil) Von der Kleinstadt zur Mittelstadt: Städtewachstum durch Vertriebenenwanderung. Bad Godesberg: Institut für Raumforschung, 1957 (Mitteilungen aus dem Institut für Raumforschung; 32).
- (mit Elisabeth Pfeil) Eingliederungschancen und Eingliederungserfolge: regionalstatistische Analysen der Erwerbstätigkeit, Berufsstellung und Behausung der Vertriebenen. Institut für Raumforschung. Bad Godesberg 1958 (Mitteilungen aus dem Institut für Raumforschung; 35).
- Nebenberufliche Landbewirtschaftung als Synthese agrarischer und industrieller Lebensformen im ländlichen Raum. In: Studium generale. Zeitschrift für interdisziplinäre Studien, Band 16 (1963), Heft 12, S. 724–739.
- Raum und Bevölkerung in der Weltgeschichte. Bevölkerungs-Ploetz. Bearbeitet von Ernst Kirsten, Ernst Wolfgang Buchholz und Wolfgang Köllmann. 4 Bände, 3. Auflage. A.G. Ploetz-Verlag, Würzburg 1965–1968.
- Fachartikel Sozialstruktur und Erwerbsstruktur. In: Handwörterbuch der Raumforschung und Raumordnung. Hannover 1966.
- Soziologische Gesichtspunkte zur regionalen Bevölkerungsprognose. In: Die regionale Bevölkerungsprognose (1965), S. 99–109.
- Ländliche Bevölkerung an der Schwelle des Industriezeitalters: der Raum Braunschweig als Beispiel; Quellen und Forschungen zur Agrargeschichte; überarbeitete und gekürzte Form der Dissertation, 1952, (s. o.). Stuttgart 1966 (Quellen und Forschungen zur Agrargeschichte. 11).
- Ideologie und latenter sozialer Konflikt (=Schriftenreihe Göttinger Abhandlungen zur Soziologie und ihrer Grenzgebiete; 15; Hochschulschrift: zugl.: Hohenheim, Univ., Habil.-Schr.). Stuttgart: Enke 1968.
- Methodische Probleme der Erforschung von Wanderungsmotiven. In: Beiträge zur Frage der räumlichen Bevölkerungsbewegung. Forschungsberichte des Ausschusses „Raum und Bevölkerung“ der Akademie für Raumforschung und Landesplanung. Hannover: Jänecke 1970, S. 29–36.
- (Hrsg. zusammen mit Hilde Wander): Bevölkerungswissenschaft – Bevölkerungspolitik: wissenschaftliche Grundlagen bevölkerungspolitischen Handelns; Bericht über die Studientagung der Deutschen Gesellschaft für Bevölkerungswissenschaft e.V. vom 25. bis 29. November 1974 in Berlin. Stuttgart / Kiel: Selbstverlag der Gesellschaft 1975.
- (und Mitarbeiter): Die konzeptionellen Elemente der Landes- und Regionalplanung: zur Notwendigkeit ihrer Differenzierung und zur Umsetzung in die Bauleitplanung; am 19. Oktober 1979 in Augsburg und am 8./9.5.1980 in Würzburg. Hannover: Schroedel 1980.